# 바람 속의 질주
바람 속의 질주(Ride In The Whirlwind)는 미국에서 제작된 몬테 헬맨 감독의 1965년 영화이다. 캐머런 미첼 등이 주연으로 출연하였고 몬테 헬만 등이 제작에 참여하였다.

## 출연

### 주연
- 캐머런 미첼
- 밀리 퍼킨스

### 조연
- 잭 니콜슨
- 캐서린 스퀴어
- 조지 밋첼
- 루퍼트 크로세

## 제작진
- 협력프로듀서: 존 허만 샤너